# Lale Andersen
Lale Andersen (nacida Liese-Lotte Helene Berta Bunnenberg; Lehe, Bremerhaven, Alemania; 23 de marzo de 1905-Viena, Austria; 29 de agosto de 1972) fue una cantautora de la chanson alemana. Es conocida por su interpretación de la canción «Lili Marleen» en 1939, que se hizo tremendamente popular en ambos bandos durante la Segunda Guerra Mundial.

## Biografía
En 1922 se casó con Paul Ernst Wilke (1894-1971), un pintor local. Tuvieron tres niños juntos: Björn, Carmen-Litta y Michael. Poco después del nacimiento de su tercer hijo, el matrimonio se separó. Dejando a los tres niños al cuidado de sus parientes (hermana Thekla y hermano Helmut), Lale fue en octubre de 1929 a Berlín, donde se reporta que estudió actuación en la Schauspielschule en el Deutsches Theater. En 1931, su matrimonio terminó en divorcio. Alrededor del mismo año, comenzó a aparecer en el escenario de varios cabarés en Berlín. De 1933 a 1937, se presentó en el Schauspielhaus en Zúrich, donde conoció a Rolf Liebermann, quien se volvió un amigo cercano para el resto de la vida. En 1938, Lale estuvo en Múnich en el cabaré Simpl, y poco después se unió al prestigioso cabaret Kabarett der Komiker en Berlín.

## «Lili Marleen» y los años de la guerra
En el Kabarett der Komiker, conoció a Norbert Schultze (1911-2002), quien había compuesto la música para «Lili Marleen». En 1939 Lale grabó la canción, que se volvió un éxito cuando Soldatensender Belgrad (Radio de los Soldados de Belgrado), la emisora de radio para las fuerzas armadas alemanas en la Yugoslavia ocupada, comenzó a transmitirla en 1941. «Lili Marleen» pronto se volvió inmensamente popular con los soldados alemanes en el frente. El transmisor de esa emisora de radio en Belgrado era lo suficientemente poderoso para ser recibido en toda Europea y el Mediterráneo, y la canción se volvió popular entre las tropas aliadas también.
Sin embargo, a los oficiales Nacional Socialistas no les gustaba la canción triste sobre amantes separados, y Joseph Goebbels prohibió que la canción se tocara en la radio. A Lale no se le permitió actuar en público durante nueve meses, no solo por su canción, sino por la amistad con Rolf Liebermann, que era judío, así como con otros artistas judíos que conoció en Zúrich. En desesperación, Lale intentó suicidarse, sin conseguirlo. Cuando se le permitió actuar de nuevo, fue solo bajo ciertas condiciones, una de las cuales era no cantar «Lili Marleen». En los años que quedaban de la guerra, Lale Andersen tuvo una aparición menor en una película propagandística y fue obligada a cantar diferentes canciones propagandísticas en inglés. Poco después de la guerra, Lale se retiró a Langeoog, una pequeña isla en la costa alemana del Mar del Norte.

## Carrera después de la Segunda Guerra Mundial

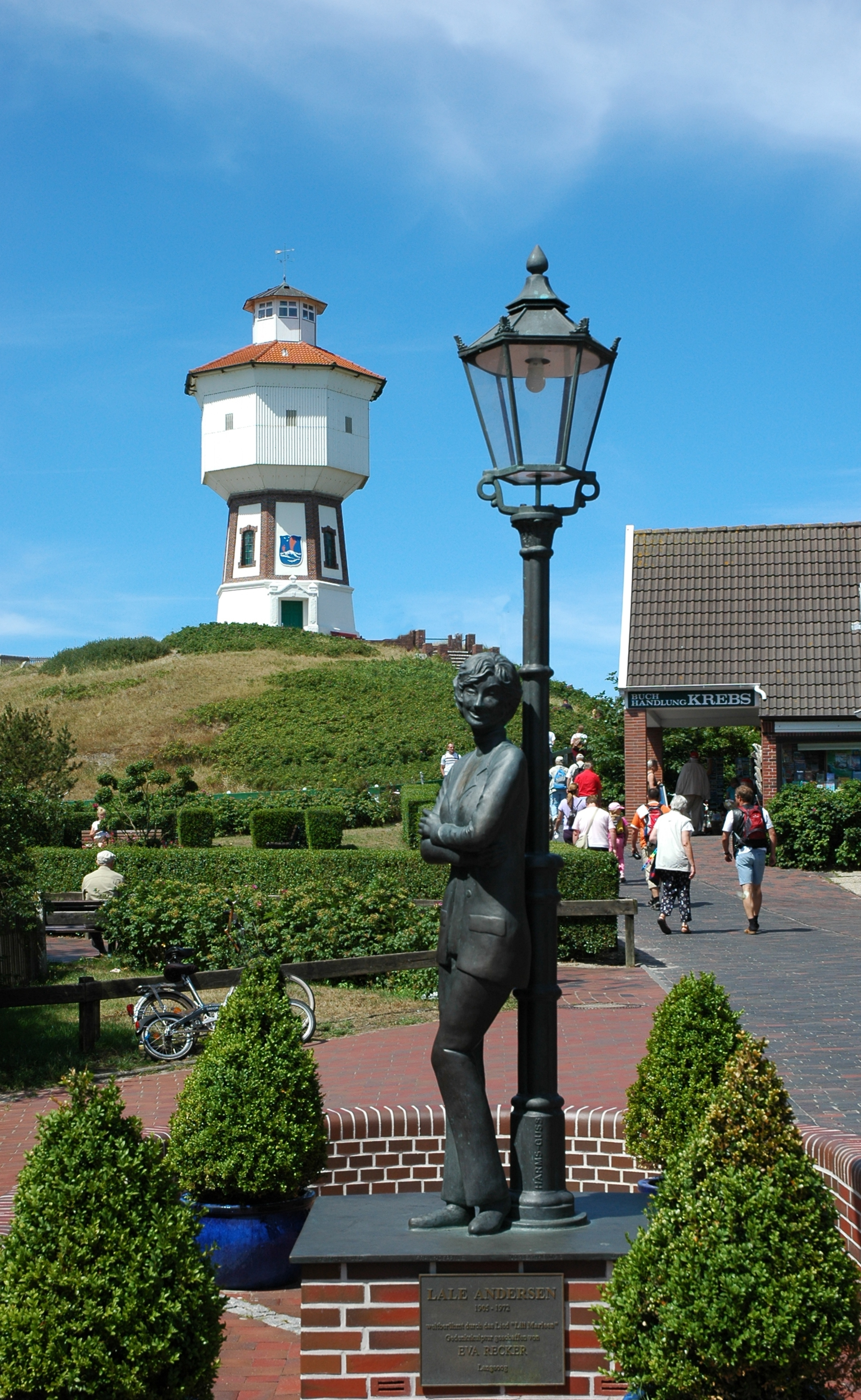
Monumento a Lale Andersen y «Lili Marleen» en Langeoog, Alemania.

Después de la guerra, Lale Andersen desapareció como cantante. En 1949, se casó con el compositor suizo Artur Beul. En 1952 regresó con la canción «Die blaue Nacht am Hafen», que había escrito ella misma. En 1959 tuvo otro éxito «Ein Schiff wird kommen...», una versión de la canción título de la película Nunca en domingo, originalmente cantada por Melina Mercouri. Ambas canciones fueron certificadas con discos de oro en Alemania. En 1961, participó como representante de Alemania en el Festival de la Canción de Eurovisión con la canción «Einmal sehen wir uns wieder», que alcanzó el 13.er lugar con tres puntos. En el transcurso de la década de los 60, estuvo de gira a través de Europa y también se presentó en los Estados Unidos y Canadá hasta su gira final, Goodbye memories, en 1967. Dos años más tarde, publicó un libro titulado Wie werde ich Haifisch? - Ein heiterer Ratgeber für alle, die Schlager singen, texten oder komponieren wollen (¿Cómo me convertí en tiburón? Un alegre consejero para todos los que quieren cantar canciones, escribir letras y componer música), y en 1972, poco antes de morir, apareció su autobiografía Der Himmel hat viele Farben (El cielo tiene muchos colores) y llegó al número uno de las ventas de la revista alemana Der Spiegel.
Lale Andersen murió de un infarto en Viena, Austria, a la edad de 67 años. Fue enterrada en un cementerio en la isla Langeoog de Frisia Oriental.
En los inicios de su carrera, Lale Andersen era anunciada como Liselotte Wilke.

## Más lecturas
- Ahlborn-Wilke, D.: Wie Einst: In Memoriam Lale Andersen 1945–1972, Gauke Verlag, 1978; ISBN 3-87998-023-3. En alemán.
- Ahlborn-Wilke, D.: Lale Andersen. Erinnerungen - Briefe - Bilder, 4th ed.; Gauke Verlag, 1990; ISBN 3-87998-058-6. En alemán.
- Magnus-Andersen, L.: Lale Andersen, die Lili Marleen, Universitas Verlag, 1985; ISBN 3-8004-0895-3. En alemán.